# Claude Fleury
Claude Fleury (Parigi, 6 dicembre 1640 – Parigi, 4 luglio 1723) è stato uno storico, religioso e avvocato francese.

## Biografia
Figlio di un avvocato, studiò al Collège de Clermont e divenne a sua volta avvocato al Parlamento di Parigi nel 1658.
Intraprese quindi studi teologici e fu nominato abate dell'Ordine Cistercense nel 1667.
Con l'appoggio di Bossuet divenne precettore dei Principi di Conti nel 1672.
Luigi XIV lo fece precettore del suo figlio naturale, Luigi di Borbone, conte di Vermandois (1667-1683), incarico che Fleury conserverà fino alla morte di quest'ultimo, avvenuta nel 1683.
Per testimoniargli la propria riconoscenza Luigi XIV gli concesse il beneficio come abate commendatario  dell'Abbazia di Loc-Dieu nella diocesi di Rodez.
Nel 1689 divenne quindi vice-precettore dei duchi di Borgogna, d'Anjou e di Berry, nipoti di Luigi XIV e dei quali Fénelon era il precettore.
Fu eletto membro dell'Académie française nel 1696 e nel 1706 Luigi XV  gli concesse il priorato di Argenteuil, nominandolo suo confessore nel 1716.

La sua opera più rilevante, alla quale lavorò per trent'anni, è una Storia ecclesiastica che apparve per la prima volta in 20 volumi nel 1691. 
Essa conobbe numerose edizioni e fu tradotta in latino, in tedesco e in italiano.
L'opera copre il periodo tra la fondazione del Cristianesimo e l'anno 1414 e sarà più tardi completata da un'edizione in 36 volumi che si spinge fino all'anno 1595.
Anche numerose altre opere di Fleury saranno più volte riviste: alcune di esse, che la chiesa del tempo giudicò prossime al Giansenismo (compreso il suo popolare Catechismo),  furono messe all'indice.

Voltaire disse di lui che "Visse a corte nella solitudine e nel lavoro. La sua Storia della Chiesa è la migliore che sia mai stata scritta, e i discorsi preliminari sono ancora superiori alla storia. Essi, a differenza della Storia, sono quasi degni di un filosofo".

## Opere principali
- Histoire du droit français (1674);
- Catéchisme historique, contenant en abrégé l'histoire sainte et la doctrine chrétienne (1679). Opera messa all'indice;
- Les Mœurs des Israelites (1681);
- Les Mœurs des Chrétiens (1682);
- La Vie de la vénérable mère Marguerite d'Arbouze (1684);
- Traité du choix et de la méthode des études (2 volumi, 1686);
- Institution du droit ecclésiastique (1687). Opera messa all'indice;
- Les Devoirs des maîtres et des domestiques (1688);
- Histoire ecclésiastique, précédée du Discours sur cette histoire (20 volumi, 1691);
- Histoire ecclésiastique, pour servir de continuation à celle de M. l'abbé Fleury (36 volumi, 1691-1738). In seguito continuata da Jean-Claude Fabre (1668-1753) e da Claude-Pierre Goujet (1697-1767);
- Neuvième discours de M. l'abbé Fleury, sur les libertés de l'Église gallicane (1725). Opera messa all'indice;
- Maximes et libertés gallicanes, rassemblées et mises en ordre, avec leurs preuves. Mémoire sur les libertés de l'Église gallicane, trouvé parmi les papiers d'un grand prince (1755);
- Table générale des matières contenues dans les XXXVI volumes de l'Histoire ecclésiastique de M. Fleury et du P. Fabre (1758);
- Droit public de France, ouvrage posthume de M. l'abbé Fleury, composé pour l'éducation des princes (1769);
- Le Soldat chrétien, ouvrage posthume de M.l'abbé Fleury (1772);
- Opuscules (5 volumi, 1780-81);
- Nouveaux Opuscules (1807);
- Œuvres de l'abbé Fleury, contenant : Traité du choix et de la méthode des études. Mœurs des Israélites et des chrétiens, Discours sur l'histoire ecclésiastique, Grand catéchisme historique, Histoire du droit français, etc., pour faire suite aux œuvres de Fénelon : précédées d'un Essai sur la vie et les ouvrages de l'abbé Fleury (1837);
- Écrits de jeunesse : tradition humaniste et liberté de l'esprit, Champion, Parigi (2003).